# Billy Bang

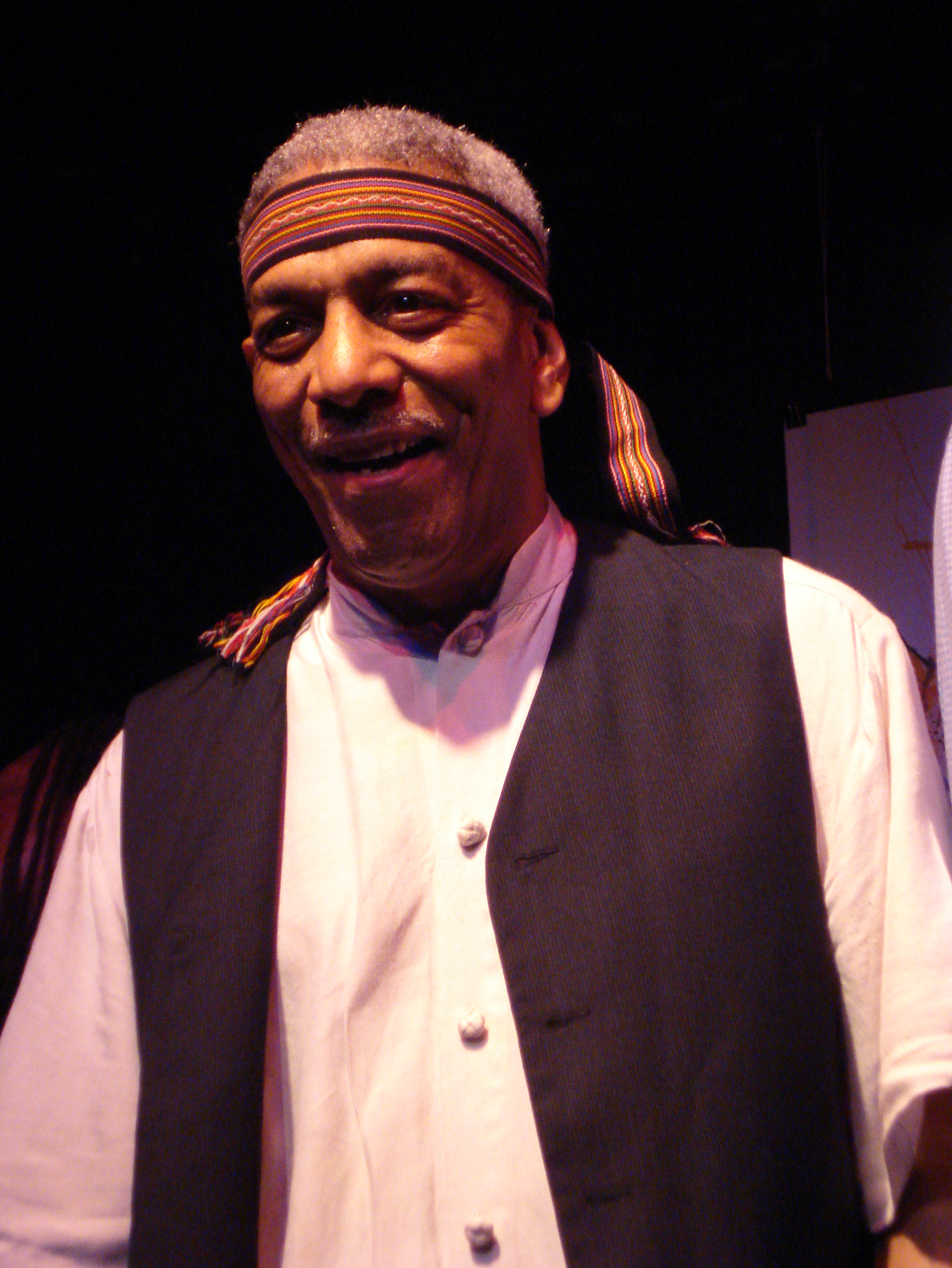
Billy Bang (Vision Festival 2008)

Billy Bang, mit bürgerlichem Namen William Vincent Walker (* 20. September 1947 in Mobile, Alabama; † 11. April 2011) war ein US-amerikanischer Jazz-Violinist und Komponist.

## Leben

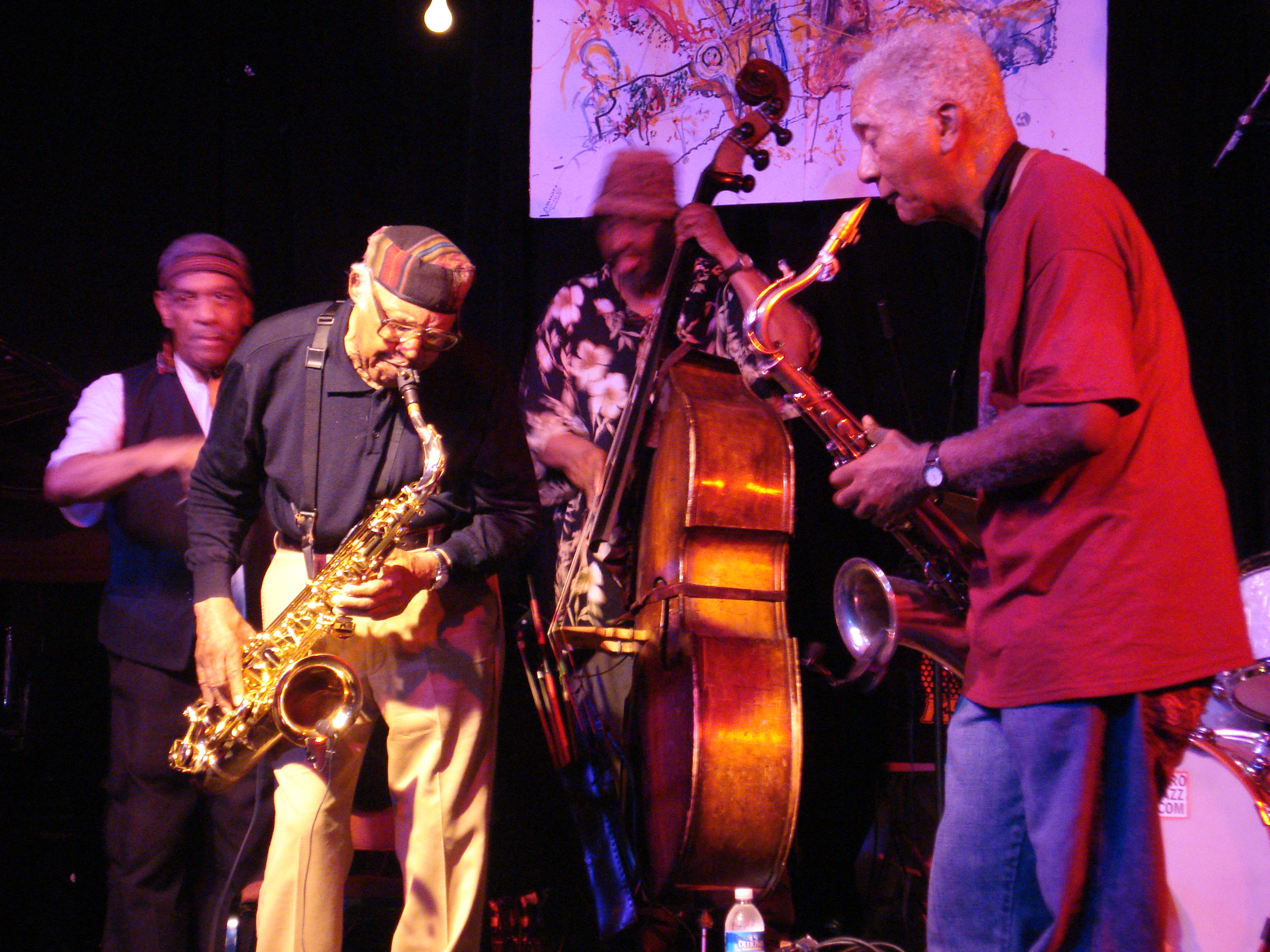
Von links: Billy Bang, Fred Anderson, William Parker und Kidd Jordan (Vision Festival 2008)

Obwohl in den Südstaaten geboren, verbrachte der Musiker den größten Teil seiner Kindheit und Jugend im New Yorker Stadtviertel Harlem, wohin seine Eltern gezogen waren, als Billy kaum zwei Jahre alt war. Während seiner Schulzeit erhielt er ersten Geigenunterricht, gab die Musik jedoch während seines Einsatzes im Vietnamkrieg völlig auf, wo er den Militärdienst während der Tet-Offensive leistete. Erst Ende der 1960er Jahre erwachte Bangs musikalisches Interesse wieder, und er verschaffte sich Kenntnisse in der Jazzimprovisation, zunächst unter Anleitung des Bassisten Wilbur Ware, später bei dem Geiger Leroy Jenkins.
Bangs vitale, unkonventionelle Spielweise zog jedoch erst einige Jahre später größere Aufmerksamkeit auf sich, vor allem im Umfeld der so genannten Loft Scene um den Saxophonisten Sam Rivers. Den endgültigen Durchbruch brachte ihm eine Europa-Tournee im Jahre 1977. Auf den bedeutenden, dem zeitgenössischen Jazz zugetanen Festivals in Europa (zum Beispiel auf dem Jazz Festival Willisau oder dem Moers Festival) war Billy Bang in den folgenden Jahren ein häufiger Gast.
Ebenfalls 1977 gründete Bang mit dem Gitarristen James Emery und dem Kontrabassisten John Lindberg das String Trio of New York, dessen frühe Aufnahmen von den Rezensenten fast einhellig gefeiert wurden. In der Kritikerumfrage des renommierten Jazz-Magazins Down Beat wurde der Geiger zum New Star des Jahres 1981 gewählt.
Seit den 1980er Jahren veröffentlichte Bang in aller Regel mindestens ein Album pro Jahr unter eigenem Namen, daneben war er ein häufiger Feature-Gast auf Produktionen befreundeter Musiker, so etwa im Trio und Ensembles des Bassisten William Parker (Universal Tonality, 2002) und dem Drummer Hamid Drake (Scrap Book, 2003) oder als Duo-Partner von D. D. Jackson (Paired Down, 1997) und von Sun Ra auf einer viel beachteten Hommage an den Geiger Stuff Smith (1993). Seine Erfahrungen im Vietnamkrieg hat er auf bislang zwei Alben (Vietnam: The Aftermath von 2001 und Vietnam: Reflections von 2005, letzteres auch unter Beteiligung vietnamesischer Musiker) klanglich verarbeitet.

„Mit dem CD-Projekt „Vietnam: the Aftermath“ änderte sich für den New Yorker Musiker sein Leben. Bei dieser CD ging es um die schwierige Aufarbeitung (afro)amerikanischer Geschichte. Bang hatte eine Band schwarzer Veteranen zusammengestellt, die bis heute unter den Eindrücken leiden, die sie als junge Männer im Vietnamkrieg erfuhren. Ein ungemein intensives Musikdokument, das zugleich der Selbsttherapie dienen sollte – vor gut einem Jahr folgte dann „Vietnam: Reflections“.“

## Diskografie
- 1981: Rainbow Gladiator (Soul Note) mit Charles Tyler
- 1981: Memory Serves (im Projekt Material, mit Bill Laswell und anderen)
- 1984:  The Jazz Doctors: Intensive Care (Cadillac Records) mit Rafael Garrett, Frank Lowe
- 1988: Valve No. 10 (Soul Note) mit Frank Lowe
- 1992: A Tribute to Stuff Smith (CIMP, mit Sun Ra)
- 1997: Bang On! (Justin Time Records) mit D. D. Jackson
- 2001: Vietnam: The Aftermath (Justin Time) mit Sonny Fortune, John Hicks
- 2004: Vietnam – Reflections (Justin Time) mit Butch Morris, Henry Threadgill, Curtis Lundy
- 2011: FAB Trio (TUM) mit Barry Altschul, Joe Fonda
- 2013: Da Bang! (TUM, aufgenommen 2011) mit Dick Griffin, Andrew Bemkey, Hilliard Greene, Newman Taylor Baker
- 2014: Medicine Buddha (NoBusiness, aufgenommen 2009) mit William Parker.
- 2017: Outline No.12, mit Jason Hao Hwang, Joseph Hailes, Frank Lowe, Charles Tyler, Henri Warner, David Murray, Khan Jamal, Wilber Morris, Sunny Murray, John „Khuwana“ Fuller